# Nisse Lätt
Nils "Nisse" Lätt, född 30 december 1907 i Kjula, död 14 januari 1988 i Göteborg, var en svensk anarkist, agitator och journalist. 

## Bakgrund
Nisse Lätt föddes och växte upp på en gård i Södermanland och gick till sjöss vid 15 års ålder. I Baskien träffade han spanska anarkosyndikalister, tillika andra esperantister. Något som gjorde att han i unga år anslöt sig till det syndikalistiska fackförbundet SAC i Sverige. 
Lätt var länge redaktör och ansvarig utgivare för den anarkistiska tidningen Brand. Fram till 1972 då han pensionerades försörjde han sig som byggnads- och anläggningsarbetare. Vid sin död efterlämnade Lätt ett ofullbordat manus till en självbiografi. Efter redigering utkom den 1993 som bok med titeln En svensk anarkist berättar (Nisse Lätts minnesfond). 
Lätt tog tillsammans med Holger Carlsson (1910-1983) i början av 1930-talet initiativ till bildande av Sveriges syndikalistiska ungdomsförbund (SUF).[källa behövs].
Lätts boksamling bestående av 4200 böcker och pamfletter från 1910-talet och framåt testamenterades vid dennes död till den nybildade föreningen Syndikalistiskt Forum i Göteborg, och sommaren 2016 startades Nisse Lätts Minnesbibliotek i föreningens bokhandel.

## Spanska inbördeskriget
Med anledning av general Francos uppror i Spanien 1936 begav sig Nisse Lätt dit för att bli frivillig i regeringsstyrkorna. Han anslöt sig till den anarkistiska Durruti-kolonnen och fick snart sitt ena öga förstört av granatsplitter. Resten av kriget deltog han i arbetet på ett jordbrukskollektiv. Efter hemkomsten till Sverige summerade Lätt sina erfarenheter från Spanien i broschyren Som milisman och kollektivbonde i Spanien (Federativs 1938). Om episoden när Lätt miste sitt ena öga skrev han: "Ehuru något yr i mössan, letade jag mig tillbaka till våra linjer." Han skrev också en annan broschyr, Havets arbetare (Göteborg 1945).
Hans rapporter från inbördeskrigets Spanien publicerades i SUF:s tidning Storm.